# 13249 Marcallen
13249 Marcallen este un asteroid din centura principală de asteroizi.

## Descriere
13249 Marcallen este un asteroid din centura principală de asteroizi. A fost descoperit pe 18 iunie 1998 la Stația Anderson Mesa în cadrul programului LONEOS. Asteroidul prezintă o orbită caracterizată de o semiaxă mare de 2,67 ua, o excentricitate de 0,17 și o înclinație de 14,0° în raport cu ecliptica.